# スクアリン酸
スクアリン酸（スクアリンさん、Squaric acid）は、オキソカーボン酸に分類される、有機化合物の1種である。化学式は C4H2O4、分子量は 114.06。IUPAC命名法では 3,4-ジヒドロキシシクロブタ-3-エン-1,2-ジオン。CAS登録番号は [2892-51-5]。

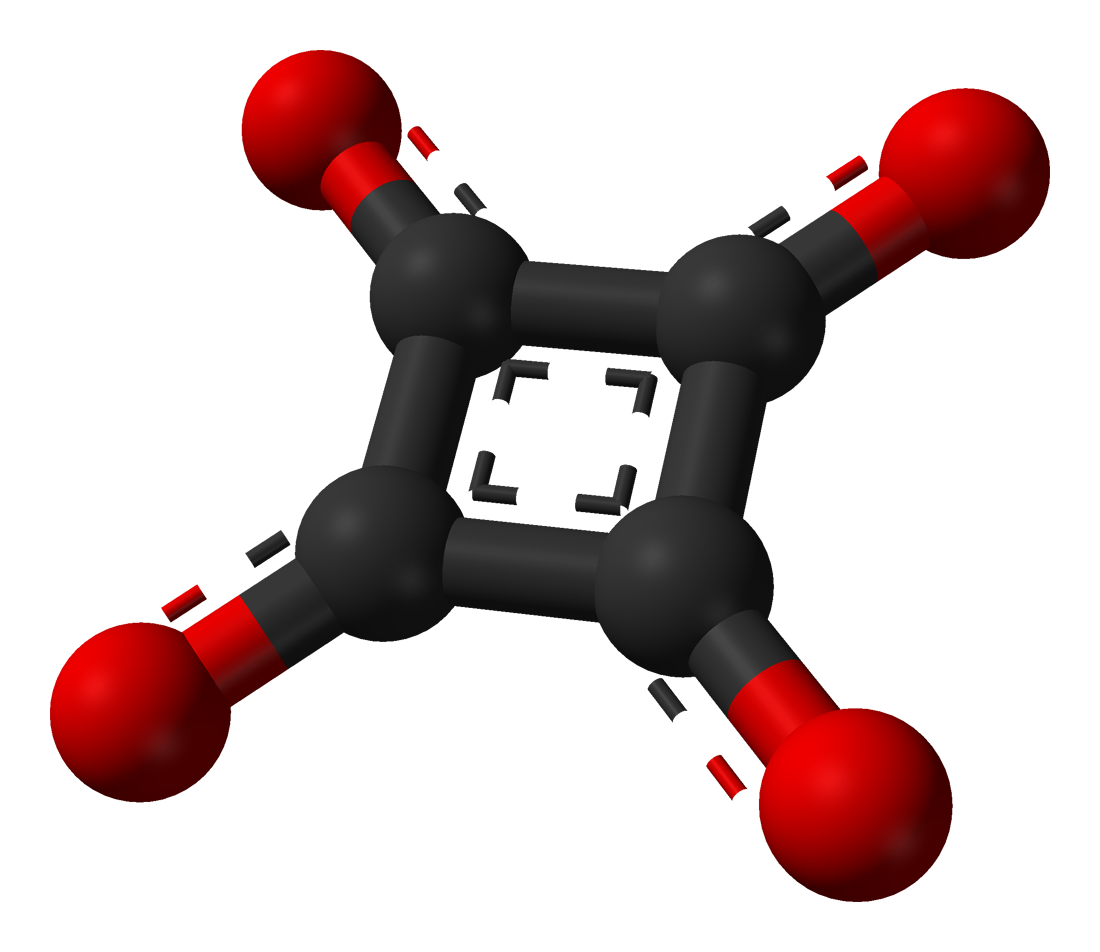
スクアリン酸イオン（-2価）の分子模型。π電子雲が分子全体に広がって、負電荷が分子全体に非局在化している様子を表している。

スクアリン酸の単体は無色の結晶もしくは粉末で、融点は 293 ℃。炭素原子が四角形の構造を取っていることから名づけられた。スクエア酸、四角酸(Quadratic acid)ともいう。
ペルハロゲノシクロブテンを加アルコール分解した上加水分解して合成する。
4つの炭素原子に生じるアニオンの電荷が共鳴構造や芳香族性により安定化されているため、非常に強い酸性を示す(pKa = 2.2)。また、カルボン酸同様、エステルやアミドなどを作る。塩化鉄(III)に反応して呈色する。

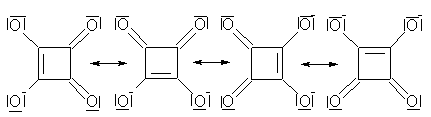
スクアリン酸の共鳴構造

酸性が強いため、硫酸などと同様に取り扱いには注意を要する（粉末を吸い込むと大変危険である）。また、消防法により非危険物 指定可燃物（可燃性固体類）に指定されている。
欧米では、腐食性を生かしてイボ取りに用いる。また、スクアリン酸を組み込んだ色素（スクアリン酸色素）は太陽電池への使用が試みられている。